# Izabela Opęchowska
Izabela Opęchowska-Gardocka (ur. 1980 w Biskupcu) – Miss Polonia 1998, finalistka konkursu Miss World 1998.
Ma 181 cm wzrostu. Jej mężem jest warszawski adwokat i badacz stosunków międzynarodowych, dr hab. Sylwester Gardocki.
Ukończyła studia na Wydziale Prawa i Administracji oraz na Wydziale Dziennikarstwa i Nauk Politycznych Uniwersytetu Warszawskiego.